# 長谷川沙遊
長谷川 沙遊（はせがわ さゆ、2月27日 - ）は、愛知県出身のファッションモデル。特技は、フラフープ、スノーボード、バスケットボール。ニュートラルマネジメント （NMT inc.）所属。

## TVCM
- ソニー損保（CM） [1]
- 高橋みなみ「破れた羽根」（PV）
- 日本コカ・コーラ「からだ巡茶」（CM）
- 花王「クリアクリーン・ホワイトニング」（CM）
- 資生堂「ザ・コラーゲン」（CM）
- ミニストップ（CM）
- 出雲殿（CM）

## スチール広告
- サントリー（スチール）
- ソフトバンク（スチール）
- 富士フイルム（スチール）
- ユニリーバ「レセナ」（スチール）
- メガネのパリミキ（スチール）
- ロレアルジャパン「カラーエクスパート」（スチール）
- モッズヘア（スチール）
- J:COM（スチール）
- ライオン（スチール）
- 日本閣（スチール）
- アルプス電気（スチール）
- ニッセン（カタログ）
- 千趣会（カタログ）
- ディノス（カタログ）
- アプロンワールド（カタログ）
- フェリック（カタログ）
- リクルート「eyeco」（カタログ）
- 鈴乃屋（カタログ）

## 雑誌
- 「ELLE girl」（ハースト婦人画報社）
- 「ar」（主婦と生活社）
- 「Body+」（ミディアム）
- 「からだにいいこと」（祥伝社）
- 「ゼクシィ」（リクルート）